# Whittingham (Northumberland)
Pour les articles homonymes, voir Whittingham.
Whittingham est un village et une paroisse civile du Northumberland, en Angleterre. Il est situé sur les berges de l'Aln, un fleuve côtier, à une douzaine de kilomètres à l'ouest de la ville d'Alnwick. Au recensement de 2011, il comptait 525 habitants.